# King Arthur (pel·lícula de 2004)
King Arthur (El Rei Artús en català) és una pel·lícula estatunidenca del 2004.

## Argument
La pel·lícula narra una història de ficció basada en dades arqueològiques que la llegenda del rei Artús s'havia originat en una persona real, un comandant romà de nom Arcturus. A la pel·lícula, que barreja l'evidència històrica amb elements de les llegendes artúriques, Artús i els seus cavallers (provinents de les tribus conquerides per l'Imperi Romà) s'enfronten als saxons, que envaïren Gran Bretanya, car l'Imperi Romà, en decadència, està retirant les seves legions de l'illa, deixant els habitants abandonats.
La pel·lícula se centra en les disputes polítiques, la caiguda de l'Imperi Romà, l'avanç dels bàrbars saxons, que pretenien travessar el mur d'Adrià, els conflictes religiosos entre cristians i pagans i l'intent desesperat d'Artús per mantenir una Anglaterra unida.